# Gulex
Gulex.se är en telefonkatalog med telefonnummer och annan information, främst rörande företag. Förutom i Sverige har man haft verksamhet i Danmark, Norge, och Tyskland. Gulex ägs av det norska aktiebolaget Advista AS.